# 金澤好夫
金澤 好夫（かなざわ よしお、1935年 - ）は、日本のアメリカンフットボール指導者。

## 人物
1935年、出生。明治大学在学時に第11回ライスボウルに出場するなど、アメリカンフットボール選手として活躍。卒業後、拓殖大学初代監督に就任。並行して、関東学生アメリカンフットボール連盟理事や日本アメリカンフットボール協会理事などを務めると共に、社会人チームの体制構築に尽力。1980年、東日本社会人協会を設立し理事長に就任。社会人王座決定戦を創設。1985年、日本社会人アメリカンフットボール協会初代理事長に就任し、1996年にXリーグを設立。第1回、第2回のワールドカップで日本チームを優勝に導いた。2003年から2005年まで、日本アメリカンフットボール協会理事長。2003年、国際アメリカンフットボール連盟上席副会長に就任。2014年、日本アメリカンフットボールの殿堂に表彰された。